# Thaumastocheles japonicus
Thaumastocheles japonicus е вид десетоного от семейство Thaumastochelidae. Видът не е застрашен от изчезване.

## Разпространение и местообитание
Разпространен е в Индонезия (Бали, Калимантан, Малки Зондски острови, Малуку, Папуа, Сулавеси, Суматра и Ява), Китай, Мадагаскар, Нова Каледония, Провинции в КНР, Тайван, Филипини и Япония.
Среща се на дълбочина от 69 до 1752 m, при температура на водата около 5,7 °C и соленост 34,4 ‰.